# دختران امروز (فیلم ۱۹۲۴)
دختران امروز یک فیلم صامت درام آمریکایی است که در سال ۱۹۲۴ به نمایش درآمد، کارگردانی فیلم را رولین اس. استورجن بر عهده داشت و بازیگران اصلی پتسی روت میلر، رالف گریوز و ادنا مورفی بودند.